# María Dolores Bravo Arriaga

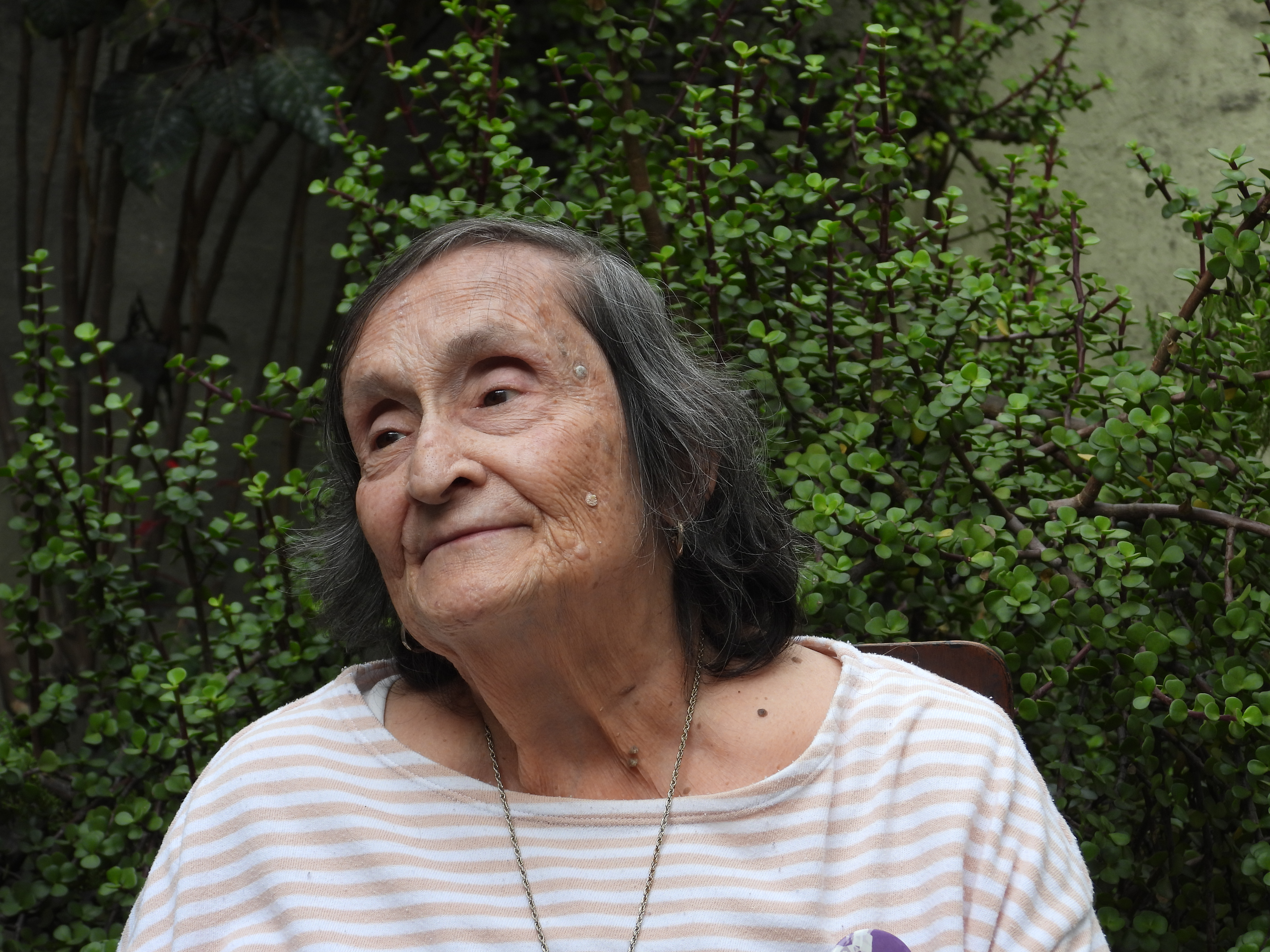
Dolores Bravo Arriaga

María Dolores Bravo Arriaga (Ciudad de México, 3 de junio de 1940) es una profesora e investigadora mexicana. Se especializa en la literatura y la cultura de la Nueva España, particularmente en la obra de Sor Juana Inés de la Cruz. Impartió clases en la Facultad de Filosofía y Letras de la Universidad Nacional Autónoma de México durante más de 50 años, en un período que abraca de 1969 a 2020. Es miembro del Sistema Nacional de Investigadores (Nivel III) desde 1990.

## Estudios
Estudió la Licenciatura en Letras Españolas en la Facultad de Filosofía y Letras de la Universidad Nacional Autónoma de México; obtuvo el título en 1968. Estudió la Maestría en Letras Españolas, en la misma universidad; obtuvo el grado en 1973 con una tesis titulada ''La dislocación del esquema tradicional en dos novelas mexicanas''. Estudió el Doctorado en Letras, en la misma institución; obtuvo el grado en el 2000, con una tesis titulada ''Antonio Núñez de Miranda, confesor de sor Juana: el discurso de la espiritualidad dirigida'', asesorada por Margo Glantz.

## Trayectoria
Poco antes de graduarse de la Licenciatura en Letras Españolas, impartió las asignaturas de Literatura mexicana, española y universal en la Escuela Nacional Preparatoria de la Universidad Nacional Autónoma de México entre 1966 y 1976. Fue docente en la Facultad de Filosofía y Letras de la misma universidad entre 1969 y 2020, donde impartió diversas asignaturas como Literatura española de los Siglos de Oro, Literatura dramática romántica y diversos seminarios de investigación y titulación. La asignatura que impartió por un mayor periodo de tiempo (1976-2020) fue Literatura mexicana (novohispana). En sus clases se formaron múltiples generaciones de especialistas en la literatura de la Nueva España. Su asignatura de Literatura mexicana (novohispana) se distinguía por incluir visitas, guiadas por ella misma, al Centro Histórico de la Ciudad de México, Puebla y Tlaxcala, en las que ofrecía a sus estudiantes un recorrido por los edificios virreinales más representativos. También eran bien conocidas las sesiones de su asignatura dedicadas a la lectura atenta y pormenorizada del ''Primero sueño'', poema filosófico de largo aliento y obra maestra de sor Juana Inés de la Cruz. Fue asesora de más de 50 tesis, tanto de licenciatura como de maestría y doctorado.
Ha impartido numerosos cursos en otras instituciones nacionales y extranjeras, entre las que destacan El Colegio de México, la Universidad Autónoma Metropolitana-Iztapalapa, la Universidad Iberoamericana, las universidades autónomas de Sonora, Nuevo León, Guadalajara, Guanajuato, Querétero, la Universidad de los Andes, la Universidad Pontificia de Salamanca, El Colegio Mayor de Guadalupe de Madrid, la Universidad de Sevilla y el King's College of London. También impartió clases en la Maestría en Cultura Virreinal de la Universidad del Claustro de Sor Juana, para la cual elaboró los planes de estudio correspondientes a la literatura novohispana. Fundó, asimismo, la Maestría en Literatura Mexicana de la Benemérita Universidad Autónoma de Puebla.
Como investigadora, ha encabezado proyectos de investigación tales como ''La fiesta novohispana y sus repercusiones a lo largo del tiempo'', financiado por la Universidad Nacional Autónoma de México (Cátedra Samuel Ramos) de 2001 a 2003, y ''Panorama de textos novohispanos. Una antología'', financiado por el Consejo Nacional de Ciencia y Tecnología de 2010 a 2014.
Ha difundido los resultados de su trabajo de investigación a través de más de 260 ponencias y conferencias, impartidas en diferentes congresos, simposios, jornadas y coloquios tanto nacionales como internacionales.

## Obra

### Libros
- La excepción y la regla. Estudios sobre espiritualidad y cultura en la Nueva España. Pref. José Pascual Buxó. México: Universidad Nacional Autónoma de México (Seminario de Cultura Literaria Novohispana, Instituto de Investigaciones Bibliográficas) / CONACyT, 1997.[8]
- El discurso de la espiritualidad dirigida: Antonio Núñez de Miranda, confesor de Sor Juana. México: Universidad Nacional Autónoma de México (Seminario de Cultura Literaria Novohispana, Instituto de Investigaciones Bibliográficas) / CONACyT, 2001.[9]
- El ave fénix: Sor Juana Inés de la Cruz (selección, prólogo y cronología). México-Bogotá: Norma, 2006.
- En defensa de una vocación. Basado en Respuesta a Sor Filotea de la Cruz de Sor Juana Inés de la Cruz. México: Universidad Autónoma Metropolitana, 2010. (En coautoría con María Águeda Méndez).
- Panorama de textos novohispanos. Una antología. México: Universidad Nacional Autónoma de México, 2016.

### Capítulos de libros (selección)
- “Dos dedicatorias de Núñez de Miranda a Sor Filotea de la Cruz, indicios inéditos de una relación peligrosa”. La literatura novohispana. Revisión crítica y propuestas metodológicas. Ed. José Pascual Buxó y Arnulfo Herrera. México: Universidad Nacional Autónoma de México / Instituto de Investigaciones Bibliográficas, 1994, pp. 231-239.
- "Sor Juana cortesana y Sor Juana monja". Memoria del Coloquio Internacional Sor Juana Inés de la Cruz y el pensamiento novohispano 1995. México: Universidad Autónoma del Estado de México / Instituto Mexiquense de Cultura, 1995, pp. 41-49.[10]
- "Correspondencia entre el orden del cielo y la armonía terrestre: Censuras y aprobaciones de Antonio Núñez de Miranda a los Almanaques de Carlos de Sigüenza y Góngora". Coord. Alicia Meyer. Carlos de Sigüenza y Góngora. Homenaje 1700-2000. México: Universidad Nacional Autónoma de México / Instituto de Investigaciones Históricas, 2022.
- “Búsqueda del origen: la narración de fábulas en el Neptuno Alegórico de Sor Juana”. Nictimene... sacrílega. Estudios coloniales en homenaje a Georgina Sabat-Rivers. Coord. Mabel Moraña y Yolanda Martínez-San Miguel. México: Universidad del Claustro de Sor Juana, Fondo de Cultura Económica, Instituto Internacional de Literatura Iberoamericana, 2003, pp.243-254.

### Artículos (selección)
- “Erotismo y represión en un texto del padre Antonio Núñez de Miranda”. Literatura Mexicana, vol. I-1, (1990), pp. 127-134.[11]
- “Una representación criolla: la Máscara grave y la máscara faceta de 1672 (imagen y lenguajes de un espectáculo jesuita)”. Literatura Mexicana, vol. IV-2, (1993), pp. 421-431.[12]
- “Las Cartas de Manuel Fernández de Santa Cruz: persuasión del diálogo en ausencia”. Prolija Memoria. Revista de Cultura Virreinal, vol. 5, número 1-2, (2012), pp. 51-71.[13]
- “Las epístolas de Pablo Nazareo, humanista indígena del siglo XVI”. Adenda. Letras Novohispanas, vol. 2, núm. 1, (2016), pp. 1-15.[14]

## Premios y reconocimientos
- Es miembro del Sistema Nacional de Investigadores (Nivel III) desde 1990.[15]
- Premio Universidad Nacional de Docencia en Humanidades (2007).[16]
- El 17 de abril de 2024, aniversario luctuoso de Sor Juana Inés de la Cruz, recibió un homenaje académico en la Facultad de Filosofía y Letras de la Universidad Nacional Autónoma de México.[6]